# Kim Dong-moon
Kim Dong-moon (in hangŭl: 김동문; Gokseong, 22 settembre 1975) è un ex giocatore di badminton sudcoreano.

## Palmarès

### Olimpiadi
- 3 medaglie:
  - 2 ori (Atlanta 1996 nel doppio misto; Atene 2004 nel doppio)
  - 1 bronzo (Sydney 2000 nel doppio)

### Mondiali
- 6 medaglie:
  - 3 ori (Copenaghen 1999 nel doppio; Copenaghen 1999 nel doppio misto; Birmingham 2003 nel doppio misto)
  - 2 argenti (Siviglia 2001 nel doppio; Siviglia 2001 nel doppio misto)
  - 1 bronzo (Losanna 1995 nel doppio)

### Giochi asiatici
- 2 medaglie:
  - 2 ori (Bangkok 1998 nel doppio misto; Busan 2002 nel doppio misto)

### Campionati asiatici
- 6 medaglie:
  - 6 ori (Bangkok 1998 nel doppio misto; Kuala Lumpur 1999 nel doppio; Kuala Lumpur 1999 nel doppio misto; Manila 2001 nel doppio misto; Bangkok 2002 nel doppio; Kuala Lumpur 2004 nel doppio misto)

### Sudirman Cup
- 1 medaglia:
  - 1 oro (Eindhoven 2003)